# コンテンツ管理システム
コンテンツ管理システム（コンテンツかんりシステム、英: content management system, CMS）は、ウェブコンテンツを構成するテキストや画像などのデジタルコンテンツを統合・体系的に管理し、配信など必要な処理を行うシステムの総称。2005年頃より一般的に普及したといわれる。コンテンツマネージメントシステムとも呼ばれる。

## 概要
ウェブサイト、ポータルサイトの構築、管理によく使用される。
ウェブページを作成し、運用するには、HTMLファイルや、それを保存するディレクトリ構造などについての知識が必要だった。コンテンツ管理システムでは、技術的な知識がなくても、テキストや、画像等の「コンテンツ」を用意できれば、ウェブによる情報発信をおこなえるように工夫されている。また、テンプレートの選択により全体のデザインを容易に変更することができるなど、省力化にも役立つ。多くのインターネットサービスプロバイダでは顧客サービスの一部に、コンテンツ管理システムを活用した「簡単ホームページ作成」といったメニューが用意されており、自社で独自のコンテンツ管理システムを開発しているウェブ制作会社も少なくない
コンテンツ管理システムは、汎用的なものから特定の目的に特化したものまで様々であり、規模もまちまちである。企業・自治体向けのような大規模なコンテンツ管理システムでは、ページごとの公開期間の厳密な時間管理や、公開を承認するワークフロー、サイト内リンク切れの防止、デザインの統一、バージョン管理など様々な機能があり、品質を維持しつつ多人数での共同作業を効率よく行うことを可能にしている。個人向けコンテンツ管理システムとしては、各種ブログツールが挙げられる。ブログツールでは、ページの自動生成や公開日指定、RSS配信、トラックバックなどの機能が用意されている。ウィキペディアなどで使用されるウィキや、ソーシャル・ネットワーキング・サービス、電子商取引もコンテンツ管理システムの一つである。ほぼ共通して以下のような特徴がある。
- 権限の異なる複数の管理者、あるいは投稿者がウェブブラウザからサイトにコンテンツをアップロードできる。
- 任意のキーワードでサイト内のコンテンツを検索できる。
- モジュールまたはプラグインを追加してシステムを拡張できるコンテンツ管理システムも多い。
- 多くのコンテンツ管理システムが、オープンソースとしてGPLを適用して提供されるようになった。

コンテンツ管理システムのシステムによっては任意のサーバ（専用サーバ、共用レンタルサーバ）環境へインストール・運用を行うもののほか、アプリケーションサービスプロバイダ、SaaS方式で提供しているものもある。

## 軽量・簡易コンテンツ管理システム
軽量・簡易コンテンツ管理システムとは、「Lite / Simple CMS」を和訳したもので、機能を限定したシステム構成により、高速動作と簡単な操作性を提供するコンテンツ管理システムのことである。他にも以下のような特徴がある。
- MySQL、SQLiteなどのデータベースを使うものであってもテーブル数が少なく、管理しやすい。
- アクセスに対する応答が速い。
- インストールが簡単で、占有するディスクスペースも少ない。
- データの管理には、フラットファイルデータベース、HTML、XMLなどを用いる。
- ディレクトリ構造がシンプルである。
- ホスティングサーバにも容易に設置できる。
- マルチプラットフォームに対応し、動作環境に対する制約が少ない。
- 処理できるデータの量より、手軽さに重点をおく。

## ヘッドレスCMS
ヘッドレスCMSとは、画面のデザインを定義するビュー(ヘッド)の管理機能を排したCMSを指す。
メリット
ここでは、ヘッドレスCMSと比較するため、ビューの管理機能を含むCMSを汎用CMSとして扱う。
画面デザインの管理に任意のプログラム言語やフレームワークを使用することができる
汎用CMSではCMSによって画面表示に使用するプログラム言語や技術が限定されていたが、ヘッドレスCMSはAPIでコンテンツを取得するためHTTP通信をサポートするほとんどのシステムと組み合わせることができる
必要な部分だけにCMSを導入できる
汎用CMSではシステム全体をCMS上に構築しなければならず、すべての画面をCMS標準のテンプレートで記述する必要があった
ヘッドレスCMSではCMSによるコンテンツ管理が必要な個所のみAPIを用いてコンテンツ管理を導入することができる

デメリット
ビュー(画面)を管理する技術の知識が必要
ビューの管理には任意の技術を使用することができるが、その技術を用いてヘッドレスCMSを利用するための技術は導入する側で扱える必要がある。
コンテンツ管理におけるマークアップの自由度が下がる
ヘッドレスCMSはコンテンツをデザインと切り離して管理することを前提としたシステムのため、柔軟なマークアップに対応することが難しい場合がある。
ヘッドレスCMSを導入する際には使用するマークアップについて事前に設計する必要がある